# Eduardo Felicíssimo
Eduardo Manuel de Freitas Monteiro Ferreira Felicíssimo (Montijo, Distrito de Setúbal, 8 de enero de 2007), conocido como Eduardo Felicíssimo, es un futbolista portugués. Juega de pivote y su equipo actual es el Sporting Club de Portugal de la Primeira Liga, máxima categoría del fútbol portugués.

## Trayectoria
En el año 2012 comenzó a jugar al fútbol infantil, en Alcochetense, luego tuvo un pasaje por Benfica entre 2013 y 2019. Fue fichado por Sporting en 2019, donde culminó su formación infantil y comenzó la etapa juvenil.
El 6 de abril de 2016 firmó su primer contrato profesional, con 16 años.

## Selección nacional
Ha sido internacional con la selección de fútbol de Portugal en las categorías juveniles sub-16, sub-17, sub-18 y sub-19.

## Estadísticas

### Clubes
Actualizado al último partido disputado el 25 de mayo de 2025.
| Club                            | Div.          | Temporada     | Liga  | Liga  | Liga   | Copas nacionales | Copas nacionales | Copas nacionales | Copas internacionales | Copas internacionales | Copas internacionales | Total | Total | Total  |
| Club                            | Div.          | Temporada     | Part. | Goles | Asist. | Part.            | Goles            | Asist.           | Part.                 | Goles                 | Asist.                | Part. | Goles | Asist. |
| ------------------------------- | ------------- | ------------- | ----- | ----- | ------ | ---------------- | ---------------- | ---------------- | --------------------- | --------------------- | --------------------- | ----- | ----- | ------ |
| Sporting de Lisboa "B" Portugal | 3.ª           | 2024-25       | 22    | 0     | 3      | —                | —                | —                | —                     | —                     | —                     | 22    | 0     | 3      |
| Sporting de Lisboa "B" Portugal | Total club    | Total club    | 22    | 0     | 3      | 0                | 0                | 0                | 0                     | 0                     | 0                     | 22    | 0     | 3      |
| Sporting C. P Portugal          | 1.ª           | 2024-25       | 6     | 0     | 0      | 1                | 0                | 0                | 0                     | 0                     | 0                     | 7     | 0     | 0      |
| Sporting C. P Portugal          | 1.ª           | 2025-26       | 0     | 0     | 0      | -                | -                | -                | -                     | -                     | -                     | 0     | 0     | 0      |
| Sporting C. P Portugal          | Total club    | Total club    | 6     | 0     | 0      | 1                | 0                | 0                | 0                     | 0                     | 0                     | 7     | 0     | 0      |
| Total carrera                   | Total carrera | Total carrera | 28    | 0     | 3      | 1                | 0                | 0                | 0                     | 0                     | 0                     | 29    | 0     | 3      |
| 1. 2.                           |               |               |       |       |        |                  |                  |                  |                       |                       |                       |       |       |        |

### Selección
Actualizado al último partido disputado el 10 de junio de 2025.
| Selección         | Temporada         | Continental | Continental | Continental | Mundial | Mundial | Mundial | Amistosos | Amistosos | Amistosos | Total | Total | Total  |
| Selección         | Temporada         | Part.       | Goles       | Asist.      | Part.   | Goles   | Asist.  | Part.     | Goles     | Asist.    | Part. | Goles | Asist. |
| ----------------- | ----------------- | ----------- | ----------- | ----------- | ------- | ------- | ------- | --------- | --------- | --------- | ----- | ----- | ------ |
| Sub-16 Portugal   | 2023              | —           | —           | —           | —       | —       | —       | 8         | 0         | 0         | 8     | 0     | 0      |
| Sub-16 Portugal   | Total sel.        | 0           | 0           | 0           | 0       | 0       | 0       | 8         | 0         | 0         | 8     | 0     | 0      |
| Sub-17 Portugal   | 2023-24           | 9           | 2           | 0           | —       | —       | —       | 8         | 0         | 0         | 17    | 2     | 0      |
| Sub-17 Portugal   | Total sel.        | 9           | 2           | 0           | 0       | 0       | 0       | 8         | 0         | 0         | 17    | 2     | 0      |
| Sub-18 Portugal   | 2025              | —           | —           | —           | —       | —       | —       | 4         | 2         | 0         | 4     | 2     | 0      |
| Sub-18 Portugal   | Total sel.        | 0           | 0           | 0           | 0       | 0       | 0       | 4         | 2         | 0         | 4     | 2     | 0      |
| Sub-19 Portugal   | 2024-25           | 3           | 0           | 0           | —       | —       | —       | 7         | 1         | 0         | 10    | 1     | 0      |
| Sub-19 Portugal   | Total sel.        | 3           | 0           | 0           | 0       | 0       | 0       | 7         | 1         | 0         | 10    | 1     | 0      |
| Total selecciones | Total selecciones | 12          | 2           | 0           | 0       | 0       | 0       | 27        | 3         | 0         | 39    | 5     | 0      |
| 1.                |                   |             |             |             |         |         |         |           |           |           |       |       |        |

## Palmarés

### Títulos nacionales
| Título           | Club           | País     | Año  |
| ---------------- | -------------- | -------- | ---- |
| Primeira Liga    | Sporting C. P. | Portugal | 2025 |
| Copa de Portugal | Sporting C. P. | Portugal | 2025 |